# جورجينا مون
جورجينا مون (بالإنجليزية: Georgina Moon)‏ هي ممثلة بريطانية، ولدت في 1950.
تشمل أدوارها التلفزيونية دور الملازم سيلفيا هاويل في مسلسل يوفو، ودور إيروتيكا في فيلم أعلى بومباي!، ودور روز بيفاك في فيلم كلوشيميرل، ودور الآنسة فينش في فيلم أنت شاب فقط مرتين، ودور كريستين كروبر في فيلم كيف هو والدك.
وقد ظهرت في العديد من الأفلام، بما في ذلك Carry On Camping وBless This House وCarry On Behind.
وكان والدها الممثل جورج مون.

## وصلات خارجية
- جورجينا مون على موقع IMDb (الإنجليزية)